# Семей (станция)
Семей (каз. Семей станциясы) — железнодорожная станция Казахстанских железных дорог, расположенная в Семей.

## История
В 1915 году был построен вокзал и открыта железная дорога Семипалатинск-Николаевка.
В 1972 году на месте старого вокзала был возведён новое современное здание.
29 ноября 2017 года постановлением Правительства Республики Казахстан, станция Семипалатинск была переименована в станцию Семей, а Семипалатинское отделение дороги в Семейское отделение дороги.